# Bétête
Bétête – miejscowość i gmina we Francji, w regionie Nowa Akwitania, w departamencie Creuse.
Według danych na rok 1990 gminę zamieszkiwało 525 osób, a gęstość zaludnienia wynosiła 19 osób/km² (wśród 747 gmin Limousin Bétête plasuje się na 246. miejscu pod względem liczby ludności, natomiast pod względem powierzchni na miejscu 199.).